# پاییز (فیلم ۱۹۹۷)
«پاییز» (انگلیسی: Fall) فیلمی در ژانر رمانتیک و درام است که در سال ۱۹۹۷ منتشر شد.